# Félix Le Royer de La Sauvagère
 (février 2012).
Si vous disposez d'ouvrages ou d'articles de référence ou si vous connaissez des sites web de qualité traitant du thème abordé ici, merci de compléter l'article en donnant les références utiles à sa vérifiabilité et en les liant à la section « Notes et références ».
Félix-François Le Royer de La Sauvagère, né à Strasbourg le 5 septembre 1707 et mort le 9 mars 1782 en son château des Places à Savigny-en-Véron, seigneur des Places dans l’élection de Chinon, d'Artezet, de La Sauvagère, des Huiliers et de Puyrigault-en-Verron, est un officier militaire du génie et un antiquaire français.

## Sa famille
Il est le fils de François (1674-1749), officier du corps royal du génie, et de Marie Gertrude Mazille de Fouquerolle, issue d’une famille noble de Picardie[réf. incomplète]. De son mariage avec Marie Gertrude de Fougerolles, il laisse trois fils, tous trois officiers. Sa famille, qui compte sept générations dans la noblesse, obtient des lettres de maintenue de noblesse du Parlement de Paris en novembre 1742.
Il se marie le 18 avril 1746, dans la chapelle du prieuré du Petit-Chouzé, paroisse de Savigny-en-Véron, avec Anne Catherine Charlotte Audiger, fille du seigneur des Places, Louis Audiger, officier de la grande fauconnerie du roi. Ils auront cinq garçons et deux filles.

## Biographie

### Début de carrière
Félix Le Royer de La Sauvagère entre d'abord sous-lieutenant dans le régiment de Champagne et est rapidement nommé capitaine. Capitaine réformé au régiment de Champagne, il entre, à 21 ans, dans le corps royal du génie le 8 mars 1726, qui tient garnison à Marsal.  Il est stationné à Béthune, puis, deux ans après, à Landau, ouvrage du maréchal de Vauban. Une nouvelle commission le conduit en 1729 à La Rochelle, et quatre ans après à l'île de Ré. De nouveaux ordres l'appellent à Thionville, autre barrière de la France et non moins importante à la sûreté de ses habitants et de ses provinces.
La guerre de Succession de Pologne (1733-1738) qui élève don Carlos sur le trône des Deux-Siciles, et rend aux Bourbons cet ancien domaine, arme la France contre le Saint-Empire romain germanique. Le ministre, attentif à la conservation des places qui couvrent nos frontières, charge La Sauvagère de tenir et fortifier Marsal et Phalsbourg.
À Marsal, La Sauvagère est chargé de la réalisation des terrassements préalables aux travaux de fortification de la place ordonnés par Vauban. C'est à l'occasion de ces travaux qu'il entreprend la première étude du Briquetage de la Seille, qui consiste en d'importantes accumulations de restes de terre cuite situées sous les fondations de la ville et dans la plaine alluviale de la Seille. 

### Guerre de Succession d'Autriche (1740-1748)
Félix Le Royer de La Sauvagère est nommé ingénieur en chef de la citadelle d’Entrevaux en 1743, pendant la guerre de Succession d'Autriche. Il sert en 1744 en Italie dans l’armée commandée par le prince de Conti. Ce maréchal le charge d’ouvrir des chemins dans les Alpes pour y faire passer une colonne de troupes espagnoles commandées par le général-marquis de Casteller. La Sauvagère participe au siège de Demonte, en Piémont, où les ordres du maréchal de Broglie l'avaient appelé. 
Il sert ensuite sous les ordres du maréchal de Maillebois et participe au siège de Tortone, d’Alexandrie et Valence, puis au  siège de  Casale Monferrato. Il construit très rapidement un pont permettant la prise de Montecastello. Il est envoyé fortifier et défendre Belle-Isle, le 15 mars 1746. Il en profite pour passer par la Touraine et se marier.

### Ingénieur en chef  de la côte du sud de Bretagne (1746-1757)

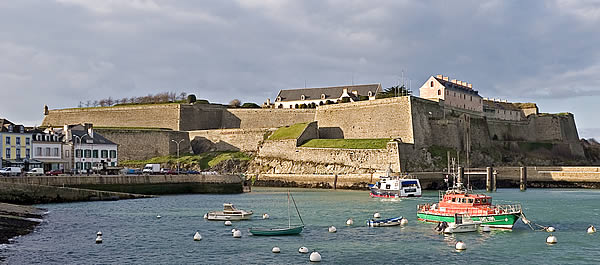
La citadelle de Belle-Isle

Félix François Le Royer d'Artezé de La Sauvagère est créé chevalier de l'ordre royal et militaire de Saint-Louis, le 6 janvier 1747. L’imposant retranchement bastionné des Grands Sables est édifié par La Sauvagère, en 1748. En 1749, il est ingénieur en chef de la ville et citadelle de Port-Louis, de Concarneau, Lorient, les Isles d’Houst, d’Hédic, de Groix, des Glénan, etc., et directeur de toute la côte du sud de Bretagne. Il fait construire partout des batteries, des forts, et des redoutes pour empêcher une invasion anglaise. Il fortifie aussi la pointe Saint-Mathieu pour mettre en défense le port de Brest. Du fait de la réunion de l’artillerie avec le génie, ses commandements sont importants.
À Port-Louis, Félix Le Royer de La Sauvagère construit, du 21 mai 1750 à 1752, la Grande Poudrière, située face à la tour de Nesmond. Ce bâtiment rectangulaire en pierre de taille de granit de Locmalo, est contenu dans une enceinte. Sa voûte de couvrement présente un berceau maçonné en briques de Quimperlé. Sa couverture d'ardoises de Redon est démontable en temps de guerre. Pour éviter tous risques d'incendie, il y a deux paratonnerres, un parquet chevillé et on n'y pénètre qu'avec des sabots de bois sans clous pour éviter les étincelles. La Grande Poudrière conserve toutes les poudres des forts environnants ainsi que celles des vaisseaux faisant escale à Port-Louis. Sa capacité de stockage était de 120 000 livres.
Le Royer de la Sauvagère refait en 1744 le plan des Glénan. En 1754, s’occupant alors d’un projet de fortification, il propose au roi de rembourser aux Bénédictins, moyennant 2 000 livres, la valeur en principal de ces îles, et il estime possible de tirer profit de leurs produits pour les besoins de la garnison qu’il faudrait y installer.

### La guerre de Sept Ans (1756-1763)
Employé à La Rochelle, il termine ses recherches sur les antiquités de Vannes, qui sont d'abord insérées dans le Journal de Verdun, sont ensuite imprimées séparément, puis par extraits dans les Mémoires de l'Académie Royale des belles-lettres de La Rochelle. Dans cet opuscule, il cherche à éclaircir plusieurs passages des Commentaires sur la Guerre des Gaules de César, qui concernent la guerre des Vénètes, et donne des détails, accompagnés de dessins, sur le prodigieux monument celtique de Carnас. Il profite du voisinage de La Rochelle, pour étudier les nombreux restes d'antiquités romaines de la ville de Saintes, et les décrit dans une dissertation intitulée : Les Ruines romaines de Saintes et de ses environs, avec les particularités les plus remarquables sur cette ville. L'Académie Royale des belles-lettres de La Rochelle se l'associe.
L'année 1757 voit paraître un autre ouvrage non moins savant et plus relatif aux travaux de son état et aux connaissances qu'il a acquises. C'est un parallèle historique et raisonné entre la fortification des modernes et celle des anciens. Il y discute savamment quels étaient les guerriers qui la dirigeaient dans ces temps reculés, leur art dans la manière de les défendre et les machines employées dans l'attaque.[réf. nécessaire]
La Sauvagère part à nouveau à la guerre. Chef de brigade du Corps royal du génie, il est employé à l’armée du Rhin du comte de Clermont, maréchal de France dont devient l’aide de camp. Il assiste à la journée du Rhinberg et à la bataille de Krefeld qui a lieu le 23 juin 1758, pendant la guerre de Sept Ans, entre les troupes hanovriennes commandées par Ferdinand de Brunswick-Lunebourg, frère du duc Charles Ier de Brunswick-Wolfenbüttel, et les troupes françaises commandées par Louis de Bourbon-Condé, comte de Clermont.
Félix François Le Royer de la Sauvagère est envoyé avec le grade de colonel-directeur des îles d'Oléron-Ré et à La Rochelle, le 17 avril 1761. Par arrêt de la Grande Chambre du Parlement de Paris, il est maintenu le 22 juillet 1763 Messire et Chevalier, Seigneur des Places, Sauvagère, etc.

### L’antiquaire
Le 18 avril 1766, Félix François Le Royer de la Sauvagère obtient sa retraite après plus de 40 années de service. Il se retire sur sa terre des Places située au confluent de la Loire et de la Vienne.
La Sauvagère est correspondant du Journal des savants et membre de l’Académie des Sciences, Belles-Lettres et Arts d'Angers et de l'Académie Royale des belles-lettres de La Rochelle.

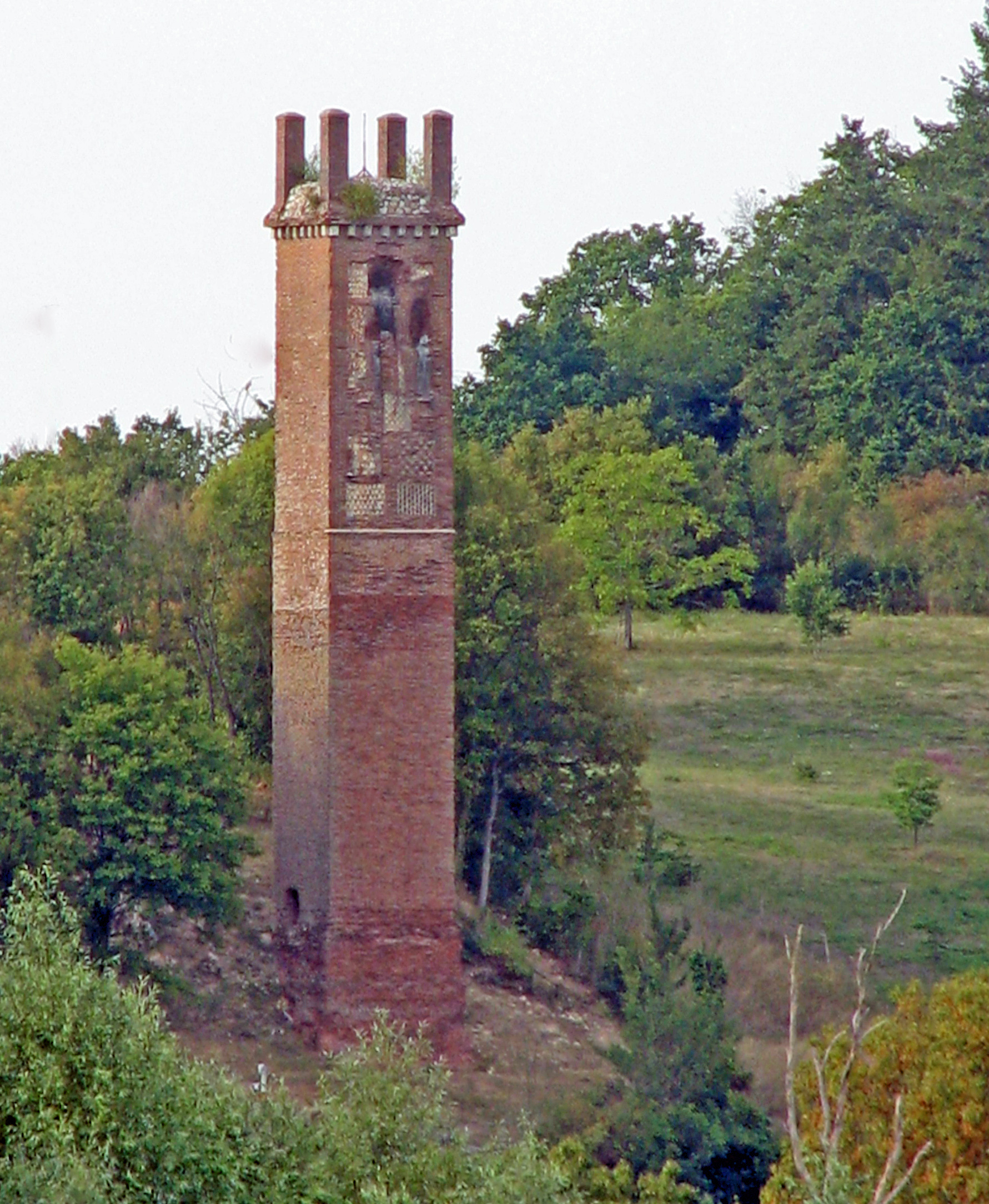
La pile gallo-romaine de Cinq-Mars-la-Pile est découvertes et dessinée en 1770 par Félix François Le Royer d'Artezet de La Sauvagère, dans son Recueil d’antiquité dans les Gaules.

La Sauvagère est le premier à proposer des origines de Tours une histoire critique ; il ne s'en montrait pas peu fier. Moyennant quoi, il fait paraître en 1776 un petit volume complémentaire, renfermant un certain nombre de descriptions et démonstrations nouvelles sur les antiquités romaines de l'Anjou et de la Touraine ; il en profite pour attirer l'attention sur le phénomène des faluns, proposant sa propre explication. Il s'arrête pas en si bon chemin : deux ouvrages considérables sont en préparation au moment où il trépasse : une Histoire de Chinon en trois volumes de sept cents pages chacun, et une Histoire de la Touraine des romains à Louis XIV, plus modeste : elle devait tenir en un seul volume in-quarto.[réf. nécessaire]
Mais, le fruit de son labeur, c’est son Recueil d'Antiquités dans les Gaules, résultat de ses observations sur les vestiges romains de la Touraine, des mines antiques de Saintes, des restes anciens qu'il avait pu examiner près de Vannes et des deux caisses de momies conservées parmi les curiosités du château d'Ussé.

### Le soutien de Voltaire

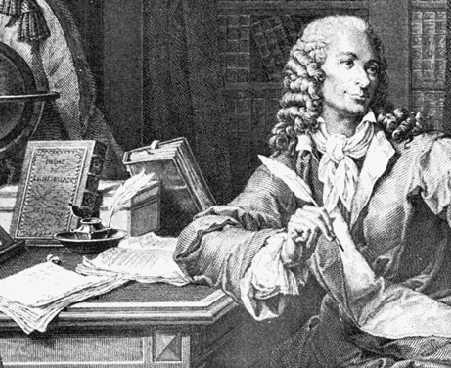
Voltaire, gravure de Baquoy

En 1763, La Sauvagère rédige un mémoire concernant la découverte d'une pétrification mêlée de coquillages, pour laquelle il avance l'hypothèse hasardeuse d'une  végétation spontanée. En 1776, dans son Recueil de dissertations ou recherches historiques et critiques, il reprend ses hypothèses sur la formation des fossiles, après la découverte de nouveaux spécimens sur les terres de son château des Places, près de Chinon, et développe sa théorie spontanéiste. Les travaux de La Sauvagère déclenchèrent alors une violente polémique dans les milieux savants, et Voltaire se mêle de la controverse en se rangeant dans le parti de La Sauvagère. Voltaire lui adresse quatre lettres, une en 1764, et quatre en 1770.
Voltaire lui envoie un exemplaire des Singularités de la nature, où il reproduit les théories erronées de La Sauvagère sur la formation de nos jours de nouveaux fossiles.

### Sa mort
Ces recherches, souvent dispendieuses, et les publications auxquelles elles donnent lieu, amènent sa ruine, et il meurt pauvre. La Sauvagère décède en son château des Places, le 9 mars 1782, à l'âge de 74 ans. Il est enterré le lendemain dans le cimetière de Savigny-en-Véron. 

## Son œuvre

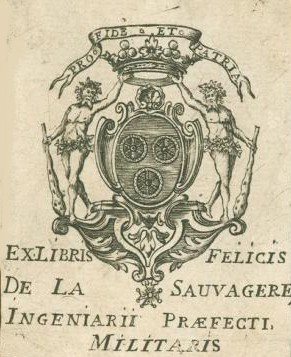
Ex-libris Félix Le Royer de La Sauvagère.

- Recherches sur la nature et l'étendue d'un ancien ouvrage des Romains, appelé communément briquetage de Marsal, avec un abrégé de l'histoire de cette ville et une description de quelques antiquités qui se trouvent à Tarquinpole, par M. d'Artezé de La Sauvagère..., Avec une lettre de Dom A. Calmet, Publication :  Paris : C.-A. Jombert, 1740, Notice n° : FRBNF30745200
- Lettre à M. Rémond de Saint-Albine  sur les voûtes plattes en briques, 1750.
- Lettre au même sur la persuasion, où l'on est que le Port Louis en Bretagne est un lieu fort ancien, 1752.
- Dissertation sur saint Maxime patron de l’Église de Chinon, 1753.
- Recherches historiques sur les pierres extraordinaires et quelques camps des anciens Romains, qui se remarquent en Bretagne, 1754.
- Parallèle historique de la fortification des anciens avec celles des modernes, 1757.
- Dissertations militaires, extraites du Journal historique de France sur quelques camps des anciens Romains et sur la fortification depuis la haute antiquité comparée avec la moderne, par M. de La Sauvagère... Amsterdam, 1758, Notice n° : FRBNF30745197
- Lettre sur Mlle de Salignac, aveugle, 1759.
- Lettre à M. Fréron, sur l'isle de Belle Isle, 1761.
- Mémoire sur une pétrification mêlée de coquilles, qui se voit dans une petite pièce d'eau du château des Places, près de Chinon, en Touraine... 1763, Notice n° : FRBNF30745198
- Notice sur l'abbaye de Sablonceau en Saintonge, 1766.
- Recueil d'antiquités romaines dans les Gaules, 1770.
- Recueil d'antiquités dans les Gaules, enrichi de diverses planches et figures, ouvrage qui peut servir de suite aux ″Antiquités″ de feu M. le Cte de Caylus, par M. de La Sauvagère... Publication : Paris : Hérissant le fils, 1770, Notice n° : FRBNF30745201
- Recherches sur un camp romain, 1771.
- Recherches historiques sur la Touraine, et histoire civile, ecclésiastique et critique de la ville de Chinon... avec des notes et des pièces justificatives... Le tout enrichi de planches... Publication : Paris : Impr. de Vve Hérissant, 1772, Notice n° : FRBNF36385371
- Recherches historiques sur la Touraine et la ville de Chinon, 1773.
- Recueil de Dissertâtions, ou Recherches historiques et critiques sur les antiquités de l'histoire naturelle, 1776.
- Recueil de dissertations, ou Recherches historiques et critiques sur le temps où vivait le solitaire de Saint-Florent au Mont-Glonne en Anjou ; sur quelques ouvrages des anciens Romains nouvellement découverts dans cette province et en Touraine ; sur l'ancien lit de la Loire, de Tours à Angers, et celui de la rivière de la Vienne ; sur le prétendant tombeau du Turnus à Tours ; l'assiette de Caesarodunum, première capital des Turones, sous Jules-César ; les ponts de Cé et le camp près d'Angers, attribués à cet empereur, et celui de Chênehutte, à trois lieues au-dessous de Saumur. Avec de nouvelles assertations sur la végétation spontanée des coquilles du château des Places ; des dessins d'une collection de coquilles fossiles de la Touraine et de l'Anjou ; de nouvelles idées sur la falunière de Touraine ; et plusieurs lettres de M. de Voltaire relatives à ces différents objets, par M. de La Sauvagère, Publication :  Paris : Vve Duchesne, 1776, Description matérielle :  In-8 °, Autre(s) auteur(s) :  Voltaire  (1694-1778)

Notice n° : FRBNF36381704